# Ozero Chotemlja
Ozero Chotemlja (ryska: Озеро Хотемля) är en korvsjö i Belarus.   Den ligger i voblasten Homels voblast, i den östra delen av landet, 250 km sydost om huvudstaden Minsk. Ozero Chotemlja ligger 117 meter över havet.
I omgivningarna runt Ozero Chotemlja växer i huvudsak blandskog. Runt Ozero Chotemlja är det ganska glesbefolkat, med 39 invånare per kvadratkilometer.